# Matt De Marchi
Matthew De Marchi (Bemidji, 4 maggio 1981) è un ex hockeista su ghiaccio statunitense naturalizzato italiano, di ruolo difensore.

## Carriera

### Club
De Marchi, nella sua carriera giovanile, giocò prima per i North Iowa Huskies nella USHL, per proseguire presso l'Università del Minnesota-Duluth in NCAA. Fu seconda scelta dei New Jersey Devils nel draft 2000. L'esordio nell'hockey professionistico avvenne in American Hockey League con le maglie degli Albany River Rats e degli Iowa Stars, totalizzando 40 punti in 208 gare di AHL.
Nel 2007 arrivò in Italia all'HC Bolzano, tuttavia a metà stagione, nel mese di gennaio, cambiò squadra trasferendosi all'Asiago Hockey. Rimase in Veneto per altre tre stagioni vincendo due scudetti consecutivi, raccogliendo oltre 100 punti in 162 partite.
Nell'inverno 2011 andò a giocare nella seconda divisione svedese presso il Västerås IK, squadra per cui giocò un solo anno.
Nell'estate del 2012 ritornò in Serie A con l'Hockey Milano Rossoblu, con i quali pose termine alla propria carriera.

### Nazionale
Nell'autunno del 2009 De Marchi maturò due anni consecutivi di permanenza nel campionato italiano e, grazie all'acquisizione del passaporto italiano nel gennaio 2010, poté essere convocato in Nazionale. L'esordio avvenne nel mese successivo in occasione dell'Euro Ice Hockey Challenge disputatosi ad Asiago.
Nel maggio 2010 disputò il suo primo mondiale, mentre l'anno seguente vinse il titolo di Prima Divisione. Nella primavera del 2012 fu convocato per il campionato mondiale giocato in Finlandia e Svezia. Al termine della spedizione fu nominato come uno dei migliori giocatori del Blue Team.

## Palmarès

### Club
- Campionato italiano: 2

Asiago: 2009-2010, 2010-2011
- Supercoppa italiana: 1

Bolzano: 2007
- National Collegiate Athletic Association: 2

Minnesota-Duluth: 2001-2002, 2002-2003
- Western Collegiate Hockey Association: 1

Minnesota-Duluth: 2002-2003

### Nazionale
- Campionato mondiale di hockey su ghiaccio - Prima Divisione: 1

Ungheria 2011

### Individuale
- Giocatore con più minuti di penalità della Serie A: 1

2010-2011 (103 minuti)
- Top 3 Player on Team del Campionato mondiale di hockey su ghiaccio: 1

Finlandia & Svezia 2012